# Сиэтл Саундерс (1994—2008)
«Сиэ́тл Са́ундерс» (англ. Seattle Sounders) — бывший американский футбольный клуб из города Сиэтл, штата Вашингтон. Был основан в 1994 году как член Американской профессиональной футбольной лиги, на тот момент высшего дивизиона футбола в США. С 1996 года выступал в лигах второго уровня. Клуб прекратил существование в 2008 году, когда на его базе был создан современный клуб MLS «Сиэтл Саундерс».

## История
Клуб был образован в 1994 году и назван в честь команды «Сиэтл Саундерс», выступавшей в период с 1974 по 1983 годы в Североамериканской футбольной лиге.
В 1994 году «Сиэтл Саундерс» стал победителем регулярного сезона Американской профессиональной футбольной лиги. В A-League и USL-1 выиграл четыре чемпионских титула — в 1995, 1996, 2005 и 2007 годах, и дважды становился победителем регулярного сезона — в 2002 и 2007 годах.
В 2006 году «Сиэтл Саундерс» заключил соглашение о партнёрстве с клубом Английской футбольной лиги «Кембридж Юнайтед».
13 ноября 2007 года MLS объявила о выборе Сиэтла для расположения новой франшизы лиги, которая начнёт выступление в 2009 году. Владелец «Сиэтл Саундерс» Эдриан Ханауэр стал одним из совладельцев будущей команды наряду с Дрю Кэри, Полом Алленом и мажоритарным акционером Джо Ротом. 6 апреля 2008 года было объявлено, что новый клуб сохранит название «Сиэтл Саундерс». Для предыдущего «Сиэтл Саундерс» сезон 2008 стал последним.

## Стадион
В 1994 году в период начала своего существования «Сиэтл Саундерс» провёл несколько домашних игр на крытой арене «Такома Доум» в Такоме. После этого клуб начал выступать на Мемориальном стадионе Сиэтла. 28 июля 2002 года клуб провёл матч на «Куэст Филд», ставший первым спортивным мероприятием на новопостроенном стадионе. В 2003 году «Сиэтл Саундерс» переехал на «Куэст Филд» на постоянной основе. Большую часть сезона 2008 клуб провёл на «Старфайр Спортс Комплекс» в Такуиле, северном пригороде Сиэтла.

## Список тренеров
- Алан Хинтон (1994—1995)
- Нил Мегсон (1996—2000)
- Берни Джеймс (2001)
- Брайан Шмецер (2002—2008)

## Достижения
- Чемпион лиги (4): 1995, 1996, 2005, 2007
- Победитель регулярного чемпионата (3): 1994, 2002, 2007

## Статистика выступлений
| Сезон | Лига               | Регулярный чемпионат                 | Плей-офф              | Открытый кубок США  | Средняя посещаемость |
| ----- | ------------------ | ------------------------------------ | --------------------- | ------------------- | -------------------- |
| 1994  | APSL               | 1-е место                            | полуфинал             | не участвовал       | 6 347                |
| 1995  | A-League           | 2-е место                            | чемпион               | полуфинал           | 4 571                |
| 1996  | A-League           | 3-е место                            | чемпион               | четвертьфинал       | 3 750                |
| 1997  | USISL A-League     | 1-е место, Тихоокеанский дивизион    | финал дивизиона       | не квалифицировался | 2 873                |
| 1998  | USISL A-League     | 2-е место, Тихоокеанская конференция | полуфинал конференции | не квалифицировался | 2 902                |
| 1999  | USL A-League       | 3-е место, Тихоокеанская конференция | полуфинал конференции | 3-й раунд           | 2 243                |
| 2000  | USL A-League       | 1-е место, Тихоокеанская конференция | полуфинал конференции | 2-й раунд           | 2 143                |
| 2001  | USL A-League       | 5-е место, Западная конференция      | не квалифицировался   | 2-й раунд           | 1 885                |
| 2002  | USL A-League       | 1-е место, Тихоокеанская конференция | полуфинал конференции | 3-й раунд           | 4 087                |
| 2003  | USL A-League       | 1-е место, Тихоокеанская конференция | финал конференции     | четвертьфинал       | 3 357                |
| 2004  | USL A-League       | 4-е место, Западная конференция      | финал                 | не квалифицировался | 2 874                |
| 2005  | USL First Division | 4-е место                            | чемпион               | 3-й раунд           | 2 885                |
| 2006  | USL First Division | 7-е место                            | не квалифицировался   | 3-й раунд           | 3 693                |
| 2007  | USL First Division | 1-е место                            | чемпион               | полуфинал           | 3 396                |
| 2008  | USL First Division | 6-е место                            | четвертьфинал         | полуфинал           | 3 386                |